# 周行勵
周行勵，加拿大政治人物，為現任卑詩省議會議長。他於2005年省選中於本拿比-愛德蒙斯選區勝出晉身議會，並一直連任至今。他於2013至2017年間擔任助理副議長，2017至2020年間任副議長，並於2020年起出任議長一職，為卑詩省史上首位南亞裔議長。

## 背景
周行勵於印度旁遮普邦出生，並於1973年移民加拿大。1980年，他協助成立了加拿大農場工人工會並出任創會會長。他亦擔任醫院員工工會董事長達18年，亦曾於卑詩省勞工關係委員會和卑詩省仲裁局中任職。
周行勵亦為卑詩省打撀種族歧視組織之創始成員之一，致力於促進人權和種族平等。自1987年起，其更一直任教有關人權、卑詩省勞動法及集體談判的課程。